# Umberto Bassignani

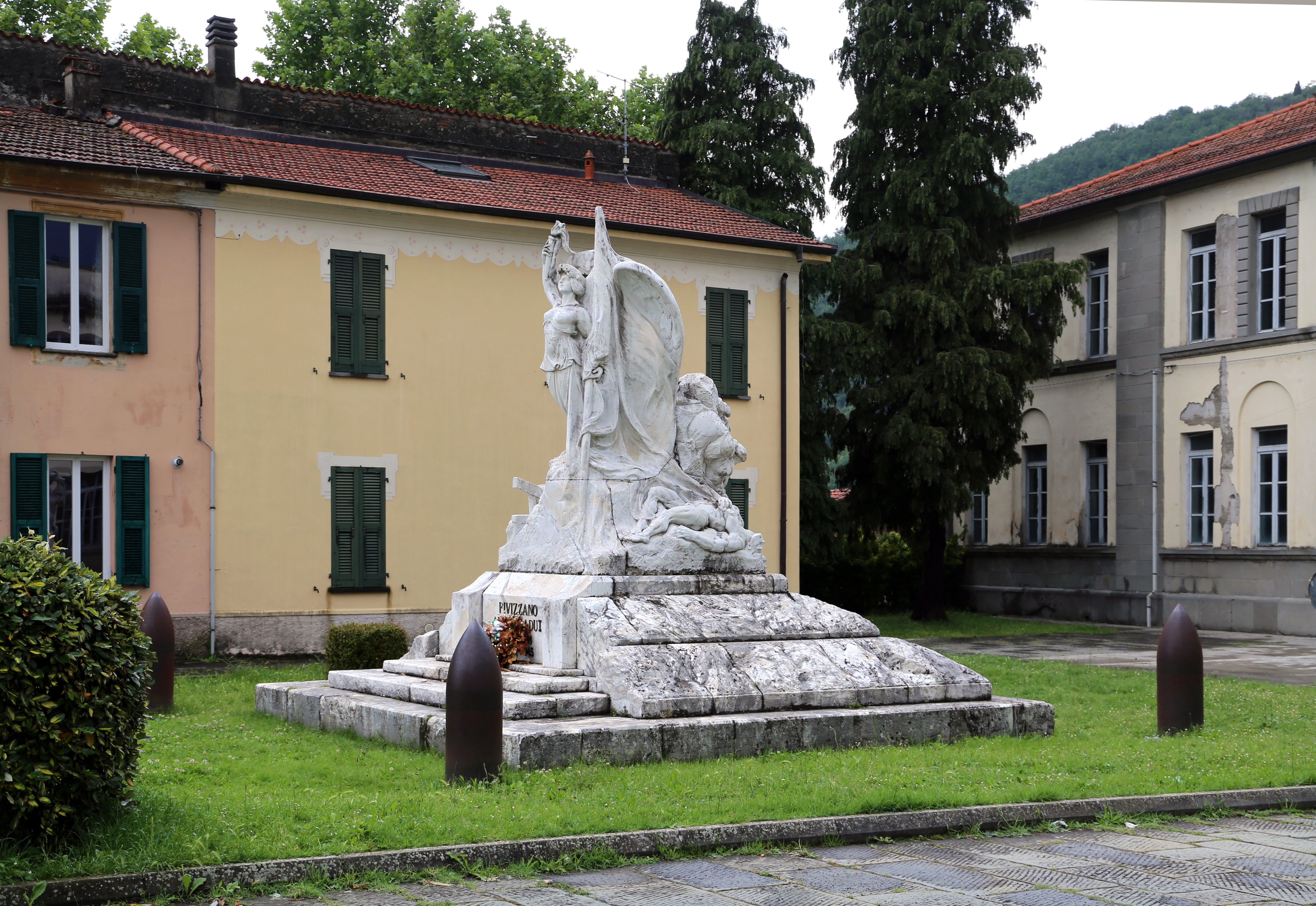
Fivizzano, monumento ai Caduti

Umberto Bassignani (Fivizzano, 29 agosto 1878 – Lerici, 21 gennaio 1944) è stato uno scultore italiano.

## Biografia
Figlio di un decoratore, studiò scultura a Genova, dapprima alla scuola di Leonardo Bistolfi, “impegnato in quegli anni per lunghi tratti nel capoluogo ligure, in due opere fondamentali del Cimitero di Staglieno”. 
Emigrato agli inizi del Novecento nel Principato di Monaco, dove aprì un apprezzato atelier, scolpì per decenni notevoli sculture, la maggior parte delle quali adornano il Cimitero di Monaco, conferendogli di fatto il suo aspetto monumentale. Le sue opere si trovano però anche a Fivizzano, Vazzola, Aurillac, Parigi, Peille, San Quintino, Nizza, Rostov. 
Partecipò ai concorsi per il monumento di Calvino a Ginevra, per quello di Garibaldi a Quarto;  vinse inoltre numerosi premi e medaglie alle Esposizioni di Torino, e di Parigi; realizzò i notevoli Monumenti ai Caduti di Vazzola e di Fivizzano.
In prossimità della seconda guerra mondiale rientrò in Italia, a Lerici, dove morì prima che la guerra fosse finita.